# الاتحاد الألماني لكرة القدم
الاتحاد الألماني لكرة القدم (بالألمانية: Deutscher Fußball-Bund) هو الجهة المسؤولة عن تنظيم رياضة كرة القدم في جمهورية ألمانيا الاتحادية. تأسس الاتحاد في سنة 1900 وانضم إلى الاتحاد الدولي لكرة القدم في 1904 وإنضم إلى الاتحاد الأوروبي لكرة القدم في 1954.

## المنتخبات الوطنية

### منتخبات الرجال
- منتخب ألمانيا لكرة القدم
- منتخب ألمانيا الأولمبي لكرة القدم
- منتخب ألمانيا تحت 21 سنة لكرة القدم
- منتخب ألمانيا تحت 20 سنة لكرة القدم
- منتخب ألمانيا تحت 19 سنة لكرة القدم
- منتخب ألمانيا تحت 18 سنة لكرة القدم
- منتخب ألمانيا تحت 17 سنة لكرة القدم
- منتخب ألمانيا تحت 16 سنة لكرة القدم
- منتخب ألمانيا تحت 15 سنة لكرة القدم
- منتخب ألمانيا لكرة القدم الشاطئية
- منتخب ألمانيا لكرة الصالات

### منتخبات السيدات
- منتخب ألمانيا لكرة القدم للسيدات
- منتخب ألمانيا تحت 23 سنة لكرة القدم للسيدات
- منتخب ألمانيا تحت 20 سنة لكرة القدم للسيدات
- منتخب ألمانيا تحت 19 سنة لكرة القدم للسيدات
- منتخب ألمانيا تحت 17 سنة لكرة القدم للسيدات
- منتخب ألمانيا تحت 15 سنة لكرة القدم للسيدات
- منتخب ألمانيا لكرة القدم الشاطئية للسيدات

## البطولات
يشرف الاتحاد الألماني على البطولات التالية:

### بطولات الرجال
1. كأس ألمانيا (بوكال)
2. الدوري الألماني الدرجة الثالثة (ليغا 3)
3. الدوري الألماني الدرجة الرابعة (ريغيوناليغا)
4. الدوري الألماني الدرجة الخامسة (أوبرليغا)
5. الدوري الألماني الدرجة السادسة

#### بطولات سابقة
- الدوري الألماني الدرجة الأولى (بوندسليغا) - "(من 1963 وحتى 2002 وبعدها صارت تحت إدارة رابطة الدوري الألماني)"

### بطولات السيدات
1. الدوري الألماني للسيدات (فراون بوندسليغا)
2. الدوري الألماني الدرجة الثانية للسيدات (فراون بوندسليغا 2)
3. كأس ألمانيا للسيدات

## وصلات خارجية
- الموقع الرسمي (بالألمانية)

- ألمانيا على موقع الاتحاد الدولي لكرة القدم (الفيفا) (بالإنجليزية)
- ألمانيا على موقع الاتحاد الأوروبي لكرة القدم (بالإنجليزية)